# Eduardo Arroyo Sevilla
Eduardo Arroyo Sevilla (Torredelcampo, 1885-Jaén, 30 de diciembre de 1962) fue un médico y científico español que se distinguió como hombre de ciencia y como humanista. Además de médico fue investigador, arqueólogo, músico, fotógrafo y periodista.

## Biografía
Era hijo del médico de su localidad natal, Eduardo Arroyo Ruiz, y de Vicenta Sevilla. Tras estudiar el bachillerato en el Instituto de Jaén, se licenció en medicina en la Universidad de Granada. Inició su actividad profesional en Torredelcampo, pero en 1914 se trasladó a Jaén, instalándose primero en la desaparecida plaza de las Cruces. Después, tras un breve paso por un caserón de la calle Aldana —luego sede de la ONCE— se instaló definitivamente en la calle Almendros Aguilar, en una casa palacio cuya portada se atribuye a Andrés de Vandelvira. Casado con María del Carmen García-Triviño Fernández, tuvieron siete hijos: Trinidad, Eduardo, Rafael, Vicente, Luis, Carmen y Jesús.
Fue uno de los pioneros de la cardiología en Andalucía. Prestó gran atención al desarrollo de la investigación paraclínica, montando su propio laboratorio con las más modernas técnicas de su tiempo; algunas de aquellas técnicas las modificó el mismo. Además ideó varios aparatos y dispositivos de laboratorio, entre ellos el leucograph, que patentó como marcador de leucocitos. Introdujo en Jaén la técnica de determinación del metabolismo basal y junto con el doctor Vela —de Sevilla—, abrió el camino de la electrocardiografía en Andalucía.
Entre sus aportaciones clínicas están la descripción de uno de los primeros casos de kala-azar o leishmaniasis en adulto, registrados en España. El trabajo fue publicado por la Revista Clínica, que dirigía el eminente doctor Carlos Jiménez Díaz. Asimismo fue el primero en identificar en España un parásito intestinal, fuente de ciertas enfermedades, conocido con el nombre científico de Hymenolepis nana. Fue también académico de la Real Academia de Medicina de Granada. 
Sus inquietudes no acababan, sin embargo, dentro del mundo de la medicina y la parasitología. Descubrió una muralla ciclópea de origen prerromano en Santa Ana, cerca de Torredelcampo, así como algunos objetos de la cultura íbera —entre ellos un famoso idolillo, cuyo paradero actualmente se desconoce— que pueden contemplarse en el Museo Provincial de Jaén. Inventó y construyó un curioso identificador de minerales, que hacía funcionar accionando palancas que respondían a cuestiones relacionadas con las propiedades del mineral, obteniendo finalmente su nombre.
Apasionado por la fotografía, creó una extensa colección de placas impresas sobre vidrio, para visión tridimensional, que podían contemplarse en el aparato conocido entonces como «veráscopo», un ingenio óptico muy popular a finales del siglo xix y principios del xx. Muchas de sus fotografías y películas forman parte del Archivo Histórico de Jaén, y algunas pueden admirarse en pleno siglo xxi en un espectáculo audiovisual que se proyecta en el Castillo de Santa Catalina de la localidad.
Su domicilio era como una «casa de la cultura», por la que desfilaron personalidades de toda España; se celebraban en él audiciones musicales, tertulias literarias y científicas, funciones teatrales, exposiciones fotográficas, proyecciones cinematográficas. Era un virtuoso violinista, lo que le permitía tomar parte activa en las actividades musicales que promovía. Grandes personalidades como Andrés Segovia, con quien le unía una amistad, participaron en alguna de estas audiciones. 
Dominaba el esperanto, lo que le permitió cartearse con personalidades científicas de toda Europa. Mantenía intercambios y colaboraciones con otros hombres de ciencia, entre ellos el médico Gregorio Marañón.
Falleció en Jaén el 30 de diciembre de 1962. La plaza en la que instaló su primera consulta, transformada después en calle, lleva en la actualidad su nombre. Existe además en Torredelcampo una calle, llamada Hermanos Arroyo Sevilla, dedicada a Eduardo y a su hermano Gabriel Arroyo Sevilla, pionero de la radiología en Andalucía.
- Datos: Q5818990